# 日出峰
日出峰（英語：Hinode Peak），是南極洲的山峰，位於毛德皇后地的奧拉夫王子海岸，處於日出角西南面6公里，海拔高度120米，根據日本探險隊的測量和拍攝的空中照片繪入地圖，現時由南極條約體系管理。

## 外部連結
- . . United States Geological Survey.   [2012-06-17].
- 本条目引用的公有领域材料来自美国地质调查局的文档《日出峰》 （資料來自地名信息系统）。

68°10′S 42°35′E / 68.167°S 42.583°E